# 同志社政法学校

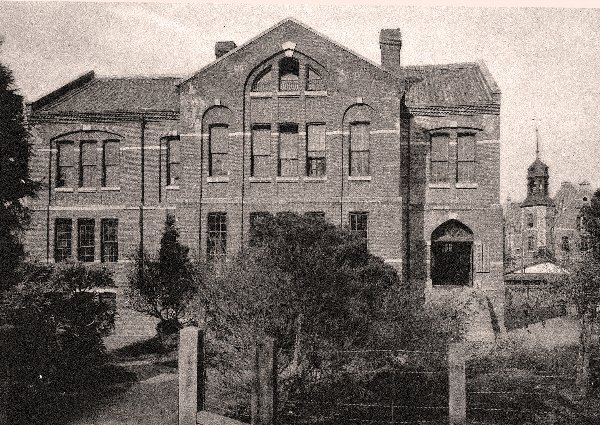
有終館（開校時の校舎）

同志社政法学校（どうししゃせいほうがっこう）は、1891年（明治24年）9月、同志社によって設立された政治学・経済学の学校である。

## 概要
経営不振によりきわめて短期のうちに廃止されたが、今日の同志社大学法学部・経済学部の源流と目されている。

## 沿革
同志社英学校（同志社大学の前身）の創立者である新島襄は、1888年、「同志社大学設立の旨意」を発して大学設立に向かったが1890年に死去した。彼の遺志を継いだ同志社の人々は将来の総合大学設立をめざし、英学校の姉妹校として波理須理化学校や、将来設立されるべき医学校の基礎となる同志社病院を次々に設立したが、その一環として1891年9月に設立されたのが「同志社政法学校」であり、政治科・理財科（経済科）の2学科より構成されていた。創立事務にはミシガン大学でPh.Dを取得した小野英二郎があたり、初代の教頭兼教授に就任した。また政治学・国家学・憲法講義は浮田和民が担当した。
しかし政法学校が設立された時期は、キリスト教に対する思想的攻撃が強まりをみせ、かつ東京府下のいわゆる「五大法律学校」を中心に私立法律学校の制度が整備されつつあった時期であった。このため、東京の学校と比べ大きな制度的ハンディをもち、キリスト教系団体が経営する政法学校は青年の間ではきわめて不人気であった。そのため優れた教員を擁しながらも経営にとって十分な数の学生を集めることができず、さらに新島没後の同志社内部の抗争に失望した学生は次々と退学（この時浮田も辞職）、1894年の第1回卒業式以降5年間にわたる卒業生の数は僅かに19名という無惨な実績に終わった。
1897年10月「高等学部政法学校」に改編され格下げされた政法学校は、結局1904年4月、専門学校令に準拠し設立された3年制の「同志社専門学校」に吸収合併されて廃校となった。しかし1912年（明治45年）4月、同志社専門学校に代わり同志社大学（ただしこの時点では制度上は専門学校令準拠の旧制専門学校）が設立されると、ここに設置された「政治経済部」（現在の同大法学部の直接の前身）としてようやく復活を果たした。